# Jeux olympiques d'hiver de 1928
Vous lisez un « bon article » labellisé en 2012.
Pour les articles homonymes, voir Jeux olympiques de 1928 et Jeux olympiques de Saint-Moritz.
Les Jeux olympiques d'hiver de 1928, officiellement connus comme les IIes Jeux olympiques d'hiver, ont lieu à Saint-Moritz en Suisse, du 11 au 19 février 1928. Ce sont les seuls Jeux olympiques d'hiver avant la Seconde Guerre mondiale à ne pas être organisés dans le même pays que les Jeux olympiques d'été, qui se déroulent la même année à Amsterdam, aux Pays-Bas. Ces Jeux sont marqués par des températures exceptionnellement chaudes pour la saison, qui atteignent 25 degrés. Cela perturbe beaucoup d'épreuves. Le 14 février, la course de patinage de vitesse de 10 000 mètres est annulée à cause des mauvaises conditions de la glace. Aucune compétition ne peut être disputée le lendemain à cause de la pluie et de la température qui est de 10 degrés. Cela entraîne de nombreux changements au programme des jours suivants.
Les Jeux rassemblent 464 athlètes de 25 pays, dont 9 participent pour la première fois aux Jeux olympiques d'hiver. En plus des quatre sports et des quatorze épreuves officiels, deux sports de démonstration sont disputés : la patrouille militaire, devenue plus tard le biathlon, et le ski jöring, dont c'est la seule apparition aux Jeux olympiques à ce jour. Les athlètes les plus médaillés de ces Jeux sont, avec deux médailles d'or chacun, le fondeur norvégien Johan Grøttumsbråten et le patineur finlandais Clas Thunberg, ainsi que le patineur norvégien Bernt Evensen, qui obtient une médaille de chaque métal. La délégation norvégienne est de loin la plus médaillée : elle obtient quinze médailles, dont six en or. Les athlètes féminines, au nombre de 26, ne participent qu'à la compétition de patinage artistique. Les Jeux olympiques d'hiver se déroulent une seconde fois à Saint-Moritz en 1948.

## Sélection de la ville hôte
| Saint-Moritz Davos Engelberg |

D'après les règles en vigueur, le pays hôte des Jeux d'été peut, si son territoire le permet, organiser aussi les Jeux d'hiver. Les Pays-Bas, qui accueillent les Jeux olympiques d'été de 1928, ne peuvent pas organiser les Jeux d'hiver pour des raisons géographiques : il n'y a pas de montagnes dans ce pays. Dès mars 1925, l'Association nationale suisse d'éducation physique exprime le désir que la Suisse organise les prochains Jeux d'hiver. Le Comité olympique suisse (COS) demande alors aux autorités fédérales leur soutien pour l'organisation de l'évènement, si elle est attribuée à la Suisse. Après les réactions très positives du Conseil fédéral, le COS demande au baron Godefroy de Blonay, membre du CIO pour la Suisse, de présenter la candidature de la Suisse au Comité international olympique (CIO).
Après le succès de la Semaine internationale des sports d'hiver de 1924 à Chamonix-Mont-Blanc, en France, le CIO décide lors de sa 24e session à Prague, en mai 1925, d'introduire un cycle de quatre ans pour les Jeux d'hiver. Ils doivent avoir lieu la même année que les Jeux d'été. Bien que la délégation norvégienne ait été la meilleure aux Jeux de 1924, les représentants norvégiens à Prague doutent de la nécessité d'organiser de tels Jeux, puisque « le Nord dispose déjà d'un évènement de sports d'hiver organisés régulièrement et ouvert à toutes les nations ». Ils font allusion aux Jeux nordiques. Le président du CIO Henri de Baillet-Latour répond que les sports d'hiver ne doivent pas rester exclusivement entre les mains des Pays nordiques. Le CIO attribue alors les Jeux à la Suisse.
Les localités de Davos, Engelberg et Saint-Moritz se proposent candidates. Elles s'engagent par contrat avec le COS, qui transmet ces trois candidatures au CIO.
En mai 1926, lors de sa session à Lisbonne, le CIO attribue les Jeux olympiques d'hiver de 1928 à Saint-Moritz. Il décide aussi de désigner la Semaine internationale des sports d'hiver de 1924 sous le nom de Iers Jeux olympiques d'hiver.

## Organisation

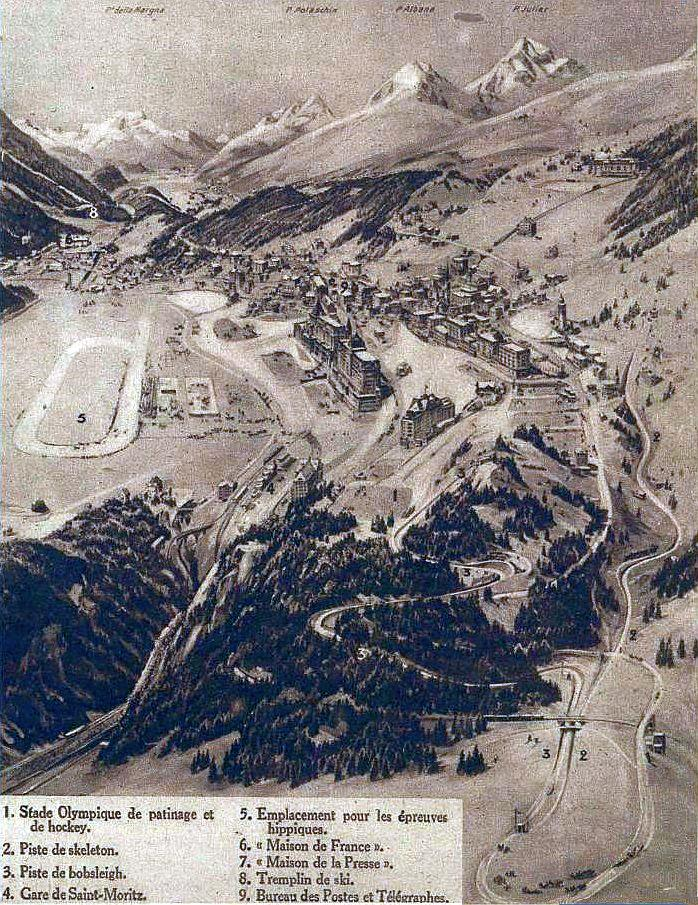
Les divers sites des JO 1928.

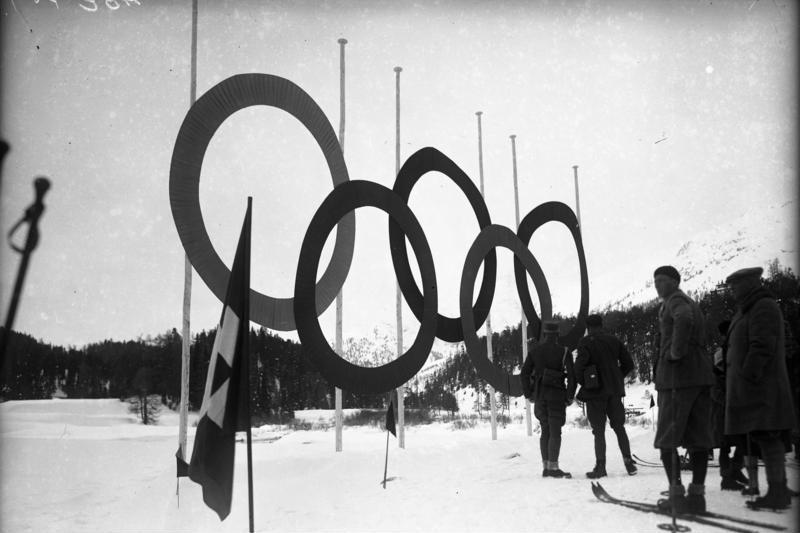
Les Anneaux olympiques à Saint-Moritz.

Après l'élection de Saint-Moritz pour l'organisation de l'évènement, le COS place les Jeux sous le patronage d'Edmund Schulthess, Président de la Confédération suisse, sous la présidence d'honneur du Baron Pierre de Coubertin et sous le patronage d'un comité d'honneur composé des présidents du Conseil national, du Conseil des États, du Grand Conseil et du Conseil d'État du canton des Grisons, du conseiller fédéral Karl Scheurer (Chef du département militaire), du président de la commune de Saint-Moritz ainsi que du président de l'Association nationale d'éducation physique,.
Le COS désigne aussi un comité exécutif composé de personnalités suisses du monde du sport pour organiser les Jeux. Pour bien partager le travail, des commissions sont formées, par exemple des commissions techniques, qui s'occupent de chaque discipline sportive, une commission des finances et une commission administrative et des logements. Les présidents des commissions font partie du comité exécutif.
Un comité local est fondé sous la direction du président de la commune de Saint-Moritz, M. Nater, pour régler les questions locales et préparer les sites sportifs.

### Aspects économiques
Le Parlement a accepté une subvention de 100 000 francs suisses au COS, à condition que 40 % de l'argent soit utilisé pour l'organisation des Jeux et que les 60 % restants soit pour la participation de l'équipe suisse aux Jeux de Saint-Moritz et d'Amsterdam. Le Conseil fédéral décide de ne pas éditer de timbres commémoratifs. Le reste des coûts est payé par la municipalité de Saint-Moritz et le canton des Grisons.
La moitié des dépenses de 706 000 francs suisses est consacrée aux équipements sportifs. Le Comité exécutif et les commissions ont un budget de 104 500 francs et 76 900 francs sont utilisés pour l'administration. Les principales sources de revenus sont la vente de billets, qui rapporte 282 000 francs et un capital de garantie de 232 200 francs. Une collecte nationale rapporte 37 800 francs. Les Jeux se terminent avec un solde négatif de 104 800 francs à la charge de la commune de Saint-Moritz et du club de ski Alpina St. Moritz.

### Presse
Le centre de presse se trouve dans l'hôtel Victoria Palace. 330 journalistes de 27 pays sont accrédités. C'est la délégation allemande qui est la plus nombreuse avec 88 journalistes. Il y a également 51 journalistes suisses, 30 Français et 21 Italiens.
L'Argentine et le Mexique sont les deux seuls pays participants à ne pas avoir de représentant des médias. Des journalistes venant de pays non-participants sont également présents : 11 Espagnols, 2 Grecs, un Danois et un Turc.

### Nations participantes

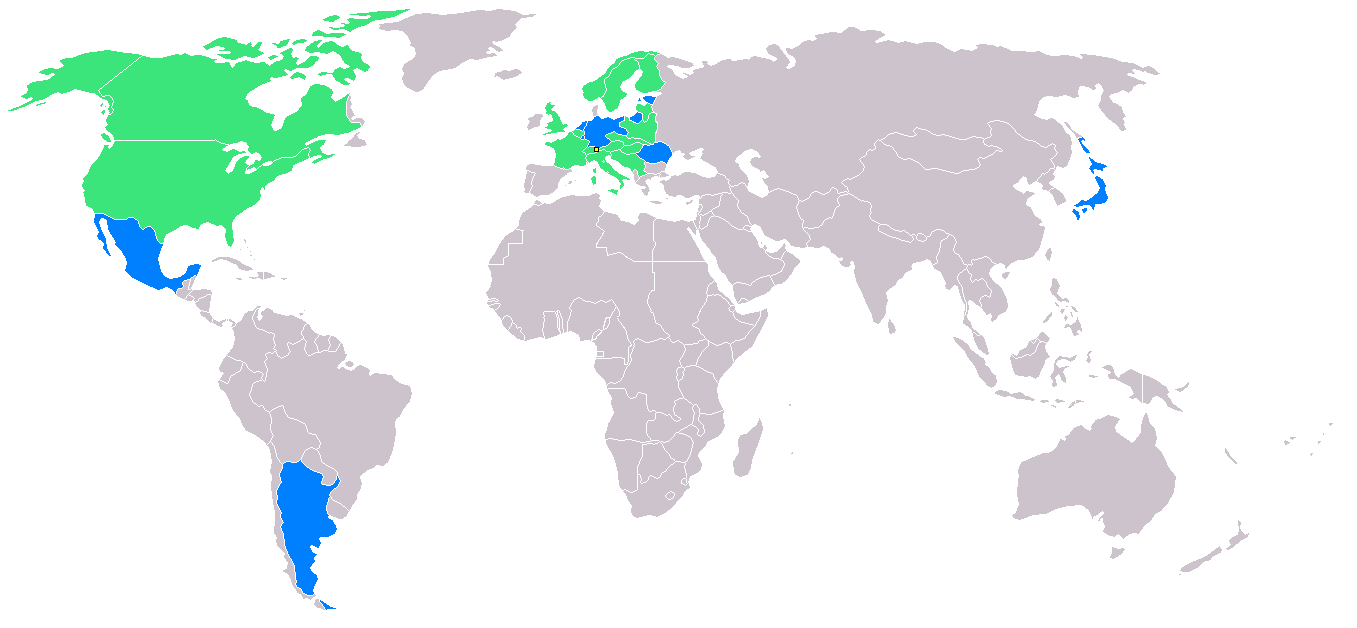
Nations participantes
Pays participants pour la 1re fois aux Jeux d'hiver
Pays ayant déjà participé

Vingt-cinq nations concourent à Saint-Moritz pour un nombre total de 464 athlètes. Toutes les nations présentes lors des Jeux précédents en Jeux olympiques d'hiver de 1924 participent à Saint-Moritz. C'est la première participation aux Jeux d'hiver pour les neuf pays suivants : l'Allemagne, exclue des Jeux de 1924 à la suite de la Première Guerre mondiale, l'Argentine, l'Estonie, le Japon, la Lituanie, le Luxembourg, le Mexique, les Pays-Bas et la Roumanie. Les participations de l'Argentine et du Japon marquent les premières pour un pays sud-américain et un pays asiatique,. Le nombre de nations à ces Jeux est inférieur aux quarante-six pays participants des Jeux d'été de la même année, à Amsterdam.
Le nombre indiqué entre parenthèses est le nombre d'athlètes engagés par pays.
| - Allemagne (43) - Argentine (10) - Autriche (39) - Belgique (24) - Canada (23) - Estonie (2) - États-Unis (24) - Finlande (18) - France (38) |  | - Hongrie (14) - Japon (6) - Italie (13) - Lettonie (1) - Lituanie (1) - Luxembourg (5) - Mexique (5) - Norvège (25) |  | - Pays-Bas (7) - Pologne (26) - Roumanie (10) - Grande-Bretagne (32) - Suède (44) - Suisse (41) - Tchécoslovaquie (25) - Yougoslavie (6) |

## Déroulement

### Calendrier
En comparaison avec les Jeux olympiques d'hiver de 1924 à Chamonix-Mont-Blanc, qui ont duré douze jours, le programme est plus concentré. Le concours général de patinage de vitesse et le curling ne sont plus disputés. Le skeleton est un nouveau sport olympique, et un sport de démonstration, le ski joëring, est ajouté,. À cause de l'annulation de l'épreuve de patinage de vitesse, des médailles sont remises pour seulement treize épreuves. Ces Jeux sont un succès populaire, puisque 40 000 personnes assistent aux compétitions.
| CO | Cérémonie d'ouverture | ● | Épreuve | 1 | Finale d'épreuve | CC | Cérémonie de clôture |

| février 1928           | 11 Sam | 12 Dim | 13 Lun   | 14 Mar | 15 Mer | 16 Jeu | 17 Ven | 18 Sam | 19 Dim | Nombre d'épreuves |
| ---------------------- | ------ | ------ | -------- | ------ | ------ | ------ | ------ | ------ | ------ | ----------------- |
| Cérémonies             | CO     |        |          |        |        |        |        |        | CC     | —                 |
| Hockey sur glace       | ●      | ●      | ●        |        |        | ●      | ●      | ●      | 1      | 1                 |
| Patinage de vitesse    |        |        | 500 5000 | 1500   |        |        |        |        |        | 4                 |
| Ski de fond            |        |        |          | 1      |        |        | 1      |        |        | 2                 |
| Patinage artistique    |        |        |          | ●      |        | ●      | 1      | 1      | 1      | 3                 |
| Skeleton               |        |        |          |        |        |        | 1      |        |        | 1                 |
| Combiné nordique       |        |        |          |        |        |        | ●      | 1      |        | 1                 |
| Bobsleigh              |        |        |          |        |        |        |        | 1      |        | 1                 |
| Saut à ski             |        |        |          |        |        |        |        | 1      |        | 1                 |
| Nombre de finales/jour | 0      | 0      | 2        | 3      | 0      | 0      | 3      | 4      | 2      |                   |
| Total cumulé           | 0      | 0      | 2        | 5      | 5      | 5      | 8      | 12     | 14     | 14                |

### Conditions météorologiques
Le plus gros problème des Jeux est la météo. Bien que la première moitié du mois de février soit habituellement la meilleure période pour la neige en Engadine, les organisateurs et les athlètes doivent faire face au début du dégel. Le 14 février 1928, quatrième jour des Jeux, l'effet de foehn cause une augmentation de la température de zéro degré à 8 heures à 25 degrés une heure plus tard.
Le même jour, l'épreuve de patinage de vitesse de 10 000 mètres doit être interrompue peu après son début à cause de la fonte de la glace, et est annulée. La course de ski de fond de 50 kilomètres est aussi concernée. La neige est mauvaise et un tiers des participants renonce à concourir.
Les températures atteignent 10 degrés le jour suivant et il pleut toute la journée, toutes les épreuves prévues sont donc reportées. Aucune compétition ne peut se dérouler le 15 février. Tout le programme est modifié. La compétition de bobsleigh est réduite de quatre à deux manches.
À la suite de ces difficultés et de problèmes de jury lors des épreuves de patinage de vitesse, la presse s'interroge sur l'avenir des Jeux olympiques d'hiver. Le Miroir des sports, un hebdomadaire français, déclare : « Les incidents de la patinoire ont porté un coup très rude aux Jeux olympiques d'hiver, qui peut-être, ne s'en relèveront pas ».

### Cérémonie d'ouverture
La cérémonie d'ouverture a lieu dans le stade olympique St. Moritz Olympic Ice Rink pendant l'après-midi du 11 février sous de fortes chutes de neige. Alors que le temps est magnifique jusqu'à la veille de l'ouverture, un violent orage arrache les drapeaux pour la célébration pendant la nuit précédente. La cérémonie commence avec l'arrivée du président de la Confédération suisse Edmund Schulthess, entouré des membres du CIO et du COS.
Ensuite, 1 200 athlètes et officiels défilent dans le stade devant Edmund Schulthess et le prince Consort de Hollande, qui présidera la cérémonie d'ouverture des Jeux olympiques d'été de 1928 à Amsterdam, ainsi que le conseiller fédéral Karl Scheurer. Alors que la Lituanie et Lettonie ne sont représentées que par un athlète, qui est leur porte-drapeau, l'Allemagne, la Suisse et l'Autriche ont des délégations importantes. La délégation suisse arrive en dernier, en tant que pays hôte.
Après que William Hirschy, président du comité olympique suisse, a prononcé le discours d'ouverture, le président Edmund Schulthess déclare les II. Jeux olympiques d'hiver ouverts. Le drapeau olympique est levé et le skieur suisse Hans Eidenbenz prononce le Serment olympique au nom de tous les athlètes.
Pendant que la plupart des athlètes retournent à leur hôtel, les équipes de hockey suisse et autrichienne jouent le premier match. Trois autres rencontres sont disputées le même jour, malgré le mauvais temps. Le soir, à l'hôtel Kulm, un grand banquet a lieu en l'honneur du président de la confédération, du président du CIO et d'autres invités.

### Épreuves

#### Hockey sur glace

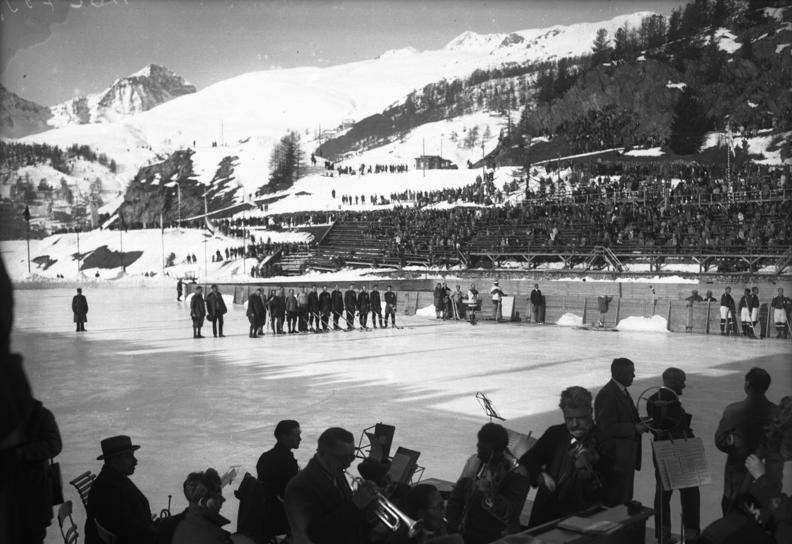
Un match de hockey.

Le tournoi olympique de hockey sur glace compte aussi comme le troisième Championnat du monde de hockey sur glace et le treizième Championnat d'Europe de hockey sur glace. Il a lieu dans le stade olympique St. Moritz Olympic Ice Rink.
Une équipe d'anciens étudiants de l'Université de Toronto, les Toronto Varsity Grads, vainqueur de la Coupe Allan en 1927, représente le Canada. L'équipe canadienne, qui domine le hockey sur glace à cette époque, va directement dans le tour final, et les dix autres équipes sont réparties en trois groupes, dont les vainqueurs sont qualifiés pour le dernier tour. Les vainqueurs des groupes sont la Suède, la Grande-Bretagne et la Suisse. Alors que les Suédois tombent dans un groupe difficile avec la Pologne et la Tchécoslovaquie, les Britanniques, qui affrontent la France, la Belgique et la Hongrie, ont des adversaires beaucoup moins forts dans le premier tour et ne sont pas prétendants pas au titre européen. L'Allemagne et l'Autriche sont éliminées par la Suisse.
Sans surprise, les Canadiens dominent largement le tournoi. Ils marquent 38 buts en trois matchs sans en encaisser un seul. Les Suédois et les Suisses sont en duel pour le titre européen. Les Scandinaves battent le pays hôte par quatre buts à zéro et remportent le titre européen et la médaille d'argent olympique. Les Suisses se contentent du bronze, la seule médaille du pays organisateur lors de ces Jeux. L'équipe des États-Unis, deuxième aux Jeux de 1920 et de 1924 ne vient pas à Saint-Moritz. La fédération qui s'occupait du hockey, la United States Amateur Hockey Association, est dissoute en 1926, et sa remplaçante, la United States Amateur Athletics Union, ne trouve pas d'équipe pour représenter le pays.

#### Patinage de vitesse

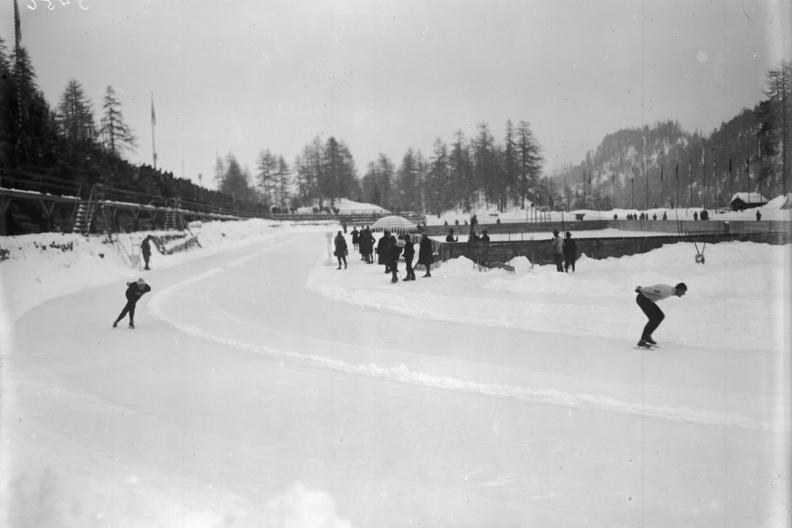
La course de patinage de vitesse de 5000 mètres : le Norvégien Carlson en noir et l'Allemand Mayke en blanc.

Quatre courses de patinage de vitesse étaient prévues dans le stade olympique St. Moritz Olympic Ice Rink. Une situation unique s'est produite à la course de 10 000 mètres. Le foehn provoque une augmentation des températures si forte que le jury décide d'arrêter la compétition peu après le départ en raison de la mauvaise qualité de la glace. Elle ne sera finalement ni continuée, ni reportée. C'est la première et la seule fois de l'histoire olympique qu'une compétition prévue n'a pas lieu.
Un autre évènement historique a lieu lors de l'épreuve de vitesse de 500 mètres : à égalité parfaite, le Norvégien Bernt Evensen et le Finlandais Clas Thunberg remportent tous les deux une médaille d'or, fait inédit lors de Jeux olympiques d'hiver et pour couronner le tout, on attribue trois médailles de bronze, personne ne parvenant à départager les trois candidats à la troisième place.
Les Norvégiens et les Finlandais dominent ce sport : ils se partagent dix des onze médailles distribuées. Clas Thunberg, triple médaillé d'or en 1924, est premier sur 500 mètres et sur 1 500 mètres, tandis que l'autre vainqueur du 500 mètres Bernt Evensen prend aussi l'argent sur 1 500 mètres et le bronze sur 5 000 mètres. La médaille d'or des 5 000 mètres est attribuée au Norvégien Ivar Ballangrud, qui se classe 3e sur 1 500 mètres.

#### Ski de fond

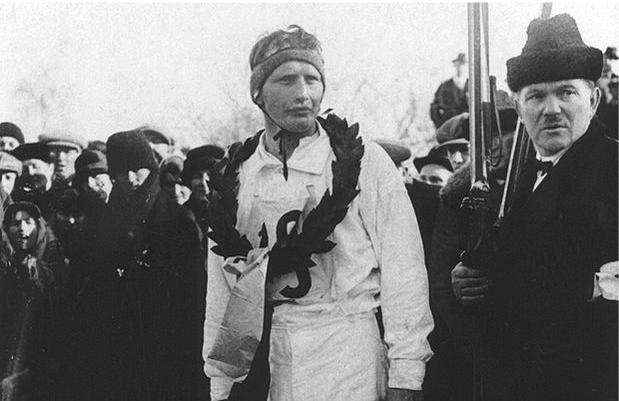
Per-Erik Hedlund, vainqueur du 50 kilomètres.

Deux épreuves de ski de fond sont disputées : le 18 kilomètres et le 50 kilomètres. Une augmentation de température mémorable a lieu lors du 50 kilomètres : de zéro degrés au départ, elle atteint 25 degrés une heure plus tard à cause du foehn, ce qui fausse la course. Beaucoup de fondeurs renoncent à y participer. En effet, sur 72 inscrits et 41 au départ, seuls 30 d'entre eux atteignent l'arrivée. Les Suédois, qui semblent avoir mieux préparé leurs skis que les favoris norvégiens, s'adjugent les trois médailles. Per-Erik Hedlund remporte la médaille d'or en quatre heures et cinquante-deux minutes avec treize minutes d'avance sur son dauphin. Le « Marathon des neiges » dure une heure de plus qu'habituellement à cause de ces conditions.
Trois jours plus tard et dans des conditions normales, Johan Grøttumsbråten offre une belle revanche à la Norvège en remportant la médaille d'or devant deux de ses coéquipiers.

#### Patinage artistique

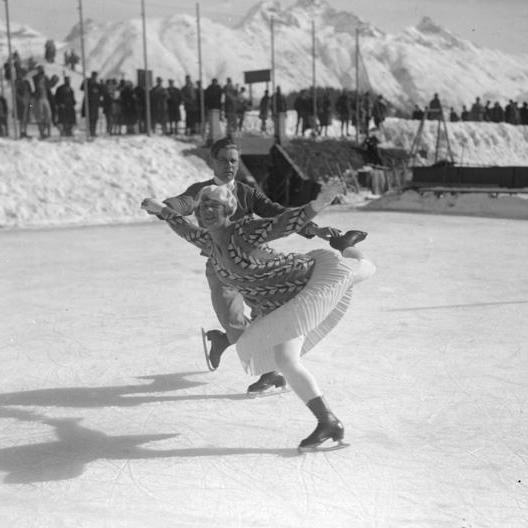
Le couple autrichien Scholz-Kayser.

Trois épreuves de patinage artistique sont organisées dans le stade olympique St. Moritz Olympic Ice Rink. Elles sont perturbées par le dégel et la patinoire est très abîmée par les variations de température. L'épreuve individuelle des hommes est remportée par le Suédois Gillis Grafström pour la troisième fois consécutive,. Dans la compétition féminine, la Norvégienne Sonja Henie, alors âgée de 15 ans et 315 jours, remporte l'or. Elle impressionne les juges avec son interprétation du Lac des cygnes de Tchaïkovski. Six juges sur sept la place en première position, ce qui lui offre le premier de ses trois titres olympiques. Elle était âgée de 11 ans lors de sa première participation aux Jeux olympiques en 1924. Elle devient ainsi la plus jeune championne olympique dans une compétition individuelle aux Jeux d'hiver. Son record tient pendant 70 ans, jusqu'aux Jeux olympiques d'hiver de 1998, lorsque l'Américaine Tara Lipinski remporte une médaille d'or, aussi en patinage artistique, à l'âge de 15 ans et 255 jours, soit 60 jours de moins que Sonja Henie. Chez les couples, les Français Andrée Joly et Pierre Brunet, champions du monde en titre, s'imposent.
La délégation autrichienne gagne toutes ses médailles en patinage artistique. Elle en obtient quatre sur les neuf mises en jeu. Dans les compétitions individuelles, Fritzi Burger et Willy Böckl remportent les médailles d'argent et les couples autrichiens rapportent l'argent et le bronze.

#### Skeleton

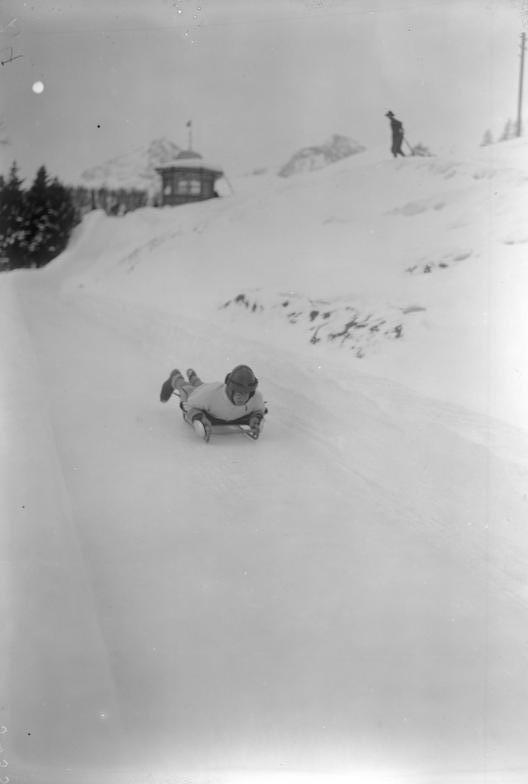
La piste de skeleton.

Le skeleton, sport inventé à Saint-Moritz, fait sa première apparition aux Jeux olympiques en 1928. Les courses ont lieu sur la piste naturelle Cresta Run. Dix athlètes participent, dont huit finissent les trois courses. Le Britannique David Carnegie, qui établit un nouveau record sur la piste une semaine avant la compétition, est le favori. Il porte le titre Earl of Northesk, un titre de la Pairie d'Écosse.
Le Britannique fait une erreur décisive lors de la première manche. Finalement, l'Américain Jennison Heaton obtient l'or devant son frère John Heaton, bien que John soit habituellement le meilleur des deux. David Carnegie se contente du bronze.
Aux Jeux olympiques d'hiver de 1948, le skeleton fait à nouveau partie du programme olympique. John Heaton, alors âgé de 39 ans, est titré une deuxième fois sur la même piste. Il est le seul à avoir gagné des médailles aux Jeux olympiques d'hiver dans un écart de 20 ans.

#### Combiné nordique
Dans l'épreuve de combiné nordique, les athlètes participent d'abord à la course de ski de fond de 18 kilomètres avec les concurrents qui ne participent qu'à cette course. Le lendemain, les athlètes sautent deux fois du tremplin de saut à ski Olympiaschanze. Le score final est obtenu en combinant les résultats des 18 kilomètres et celui des deux sauts. Le Norvégien Johan Grøttumsbråten, champion olympique du 18 kilomètres, gagne aussi le combiné. Ses compatriotes Hans Vinjarengen et John Snersrud complètent le podium.

#### Bobsleigh
L'épreuve de bobsleigh se déroule dans le Stade Olympia Bobrun, la première piste de bobsleigh au monde. Aux Jeux de 1924, les équipes étaient libres de concourir avec quatre ou cinq athlètes. En 1928, toutes les équipes sont composées de cinq personnes. La position est également différente : les bobeurs étaient assis en 1924, et ils sont couchés sur le ventre en 1928. Certains bobeurs ont des difficultés à adopter cette position. En raisons du nouveau programme dû aux mauvaises conditions météorologiques, le nombre de manches est réduit de quatre à deux. La course se déroule par une température de 20 degrés, et la piste commence à fondre.
Jay O’Brien, un banquier new-yorkais, reçoit la tâche de former les équipes américaines de bobsleigh. Comme le bobsleigh n'existe alors pas aux États-Unis, il recrute des Américains alors en Europe en plaçant une annonce dans l'édition parisienne de la New York Herald Tribune. L'acteur britannique Clifford Gray, qui se fait passer pour un Américain, se trouve parmi eux.
Les Américains remportent malgré tout l'or et l'argent. Billy Fiske, le pilote de l'équipe gagnante, États-Unis II, remporte son titre à l'âge de 16 ans et 260 jours. Il reste le plus jeune champion olympique masculin aux Jeux d'hiver jusqu'en 1992. Le sauteur à ski finlandais Toni Nieminen, alors âgé d'un jour de moins, devient champion olympique sur grand tremplin et par équipe. Billy Fiske remporte son titre avec l'acteur Clifford Gray et trois personnes qui ont répondu à l'annonce en n'ayant jamais vu un bobsleigh. L'équipe États-Unis I, qui obtient la deuxième place, est emmenée par Jennison Heaton, champion olympique en skeleton. Jay O’Brien en fait partie. Le troisième rang est occupé par l'équipe Allemagne II, pilotée par Hanns Kilian. Le Belge Ernest Lambert, qui fait également partie des favoris, termine la première manche à la deuxième place. Il est seulement douzième lors de la deuxième manche, ce qui le descend à la sixième place.
L'équipe Autriche I perd un membre entre les deux manches et est disqualifiée. Les deux équipes tchécoslovaques renoncent à participer.

#### Saut à ski
L'épreuve de saut à ski se déroule sur le tremplin Olympiaschanze. 8 000 personnes viennent voir les 38 sauteurs. Parmi eux, il y a le Japonais Motohiko Ban, qui est le premier Asiatique à participer à une compétition internationale. Il termine au dernier rang.
Lors de la première manche, de la glace sur le tremplin rend les conditions difficiles, et les sauteurs perdent de la vitesse. Après cette manche, l'équipe norvégienne, qui est favorite, occupe les trois premières places avec Alf Andersen, Sigmund Ruud et Jacob Tullin Thams, champion olympique en 1924. Les athlètes qui menacent les Norvégiens sont le vainqueur de l'épreuve de saut à ski du combiné, le Tchécoslovaque Rudolf Purkert, et le Suisse Gérard Vuilleumier.
Entre les deux manches, les sauteurs suisses Gérard Vuilleumier et Bruno Trojani demandent de pouvoir prendre plus de vitesse avant de sauter, mais les Scandinaves et les Américains trouvent que ce serait trop dangereux sur la neige glacée et rapide. Les négociations durent 40 minutes, et Vuilleumier et Trojani obtiennent ce qu'ils demandent. Les deux Norvégiens qui occupent les premières places du classement, Alf Andersen et Sigmund Ruud, quittent le tremplin debout pour ne pas prendre trop de vitesse. Ils réussissent les deux plus longs sauts, de 64 et 62,5 mètres. Le champion en titre, Jacob Tullin Thams, est furieux. Au lieu de s'assurer une médaille en restant prudent, il est provoqué par les sauteurs suisses qui l'accusent d'être lâche, et descend à toute vitesse pour faire un bond magnifique de 73 mètres. Il ne réussit pas sa réception. Malgré leur requête, Vuilleumier et Trojani sont victimes de leur trop grande vitesse, et tombent après des sauts de 62 et 63 mètres. Les Norvégiens Alf Andersen et Sigmund Ruud obtiennent finalement l'or et l'argent, et le Tchécoslovaque Rudolf Purkert prend le bronze.

#### Ski militaire

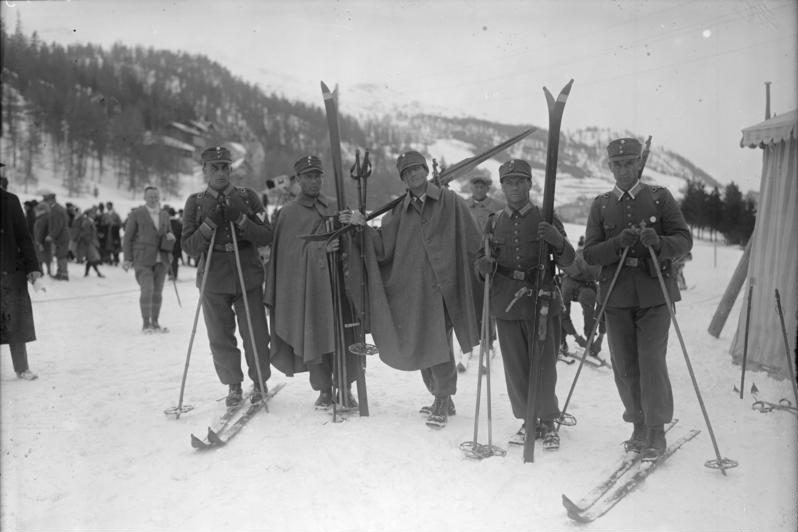
La patrouille militaire allemande, terminant à la cinquième place.

Disputée officiellement lors des premiers Jeux Olympiques d'hiver de 1924, la course de ski militaire (ou patrouille militaire) est de retour en 1928 comme simple sport de démonstration. Elle consiste en une combinaison entre du ski de fond et du tir sur cibles.
Au début de la compétition, la patrouille finlandaise surprend. Au deuxième temps intermédiaire, elle a plus de six minutes d'avance sur les Suisses et les Norvégiens. Dans la longue descente vers Samedan, ils perdent leur avance. L'équipe norvégienne maîtrise mieux cette descente délicate. Elle gagne la course, longue de 28 kilomètres, avec quatre minutes d'avance sur les Finlandais. La patrouille suisse, avec notamment Otto Furrer, se classe troisième.

#### Ski joëring

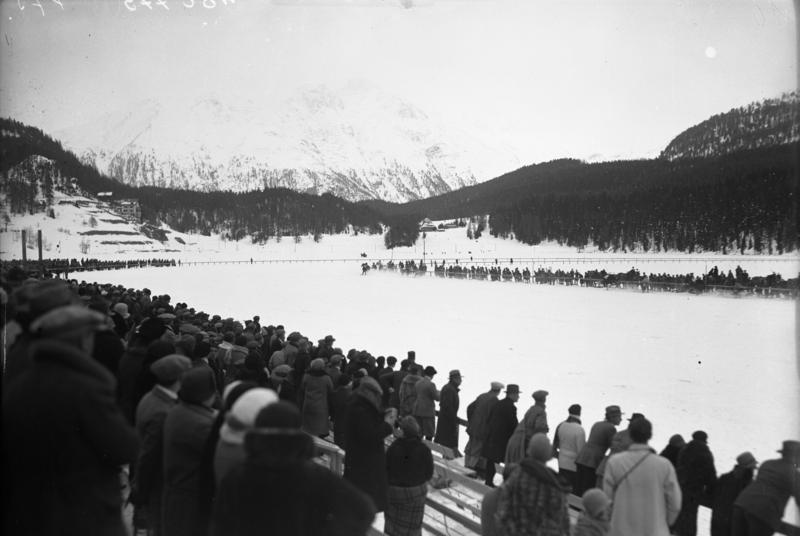
Compétition de ski joëring.

Le ski joëring est aussi un sport de démonstration. L'épreuve se déroule sur un lac gelé. Elle remplace celle de curling, sport de démonstration en 1924. Des skieurs tirés par des chevaux attelés font une course. Les huit participants sont tous suisses. C'est la seule fois que ce sport est aux Jeux olympiques.

### Cérémonie de clôture
Des compétitions ont encore lieu le dernier jour, et elles peuvent être disputées sous un temps magnifique et sans retard. Le matin, il y a la compétition des couples de patinage artistique et un match de hockey sur glace entre la Suède et la Grande-Bretagne. La cérémonie de clôture suit dans l'après-midi, immédiatement après la dernière rencontre de hockey entre le Canada et la Suisse. Les nations défilent à nouveau sur la glace. Ensuite, il y a l'annonce des résultats et la remise des prix. À la fin de la cérémonie, le drapeau olympique est baissé et des coups de feu annoncent la fin des Jeux. Le comte Henri de Baillet-Latour, président du CIO déclare la fin des IIes Jeux olympiques d'hiver.

### Tableau des médailles
| Rang | Nation          | Or | Argent | Bronze | Total |
| ---- | --------------- | -- | ------ | ------ | ----- |
| 1er  | Norvège         | 6  | 4      | 5      | 15    |
| 2e   | États-Unis      | 2  | 2      | 2      | 6     |
| 3e   | Suède           | 2  | 2      | 1      | 5     |
| 4e   | Finlande        | 2  | 1      | 1      | 4     |
| 5e   | Canada          | 1  | 0      | 0      | 1     |
| 5e   | France          | 1  | 0      | 0      | 1     |
| 7e   | Autriche        | 0  | 3      | 1      | 4     |
| 8e   | Allemagne       | 0  | 0      | 1      | 1     |
| 8e   | Belgique        | 0  | 0      | 1      | 1     |
| 8e   | Grande-Bretagne | 0  | 0      | 1      | 1     |
| 8e   | Suisse          | 0  | 0      | 1      | 1     |
| 8e   | Tchécoslovaquie | 0  | 0      | 1      | 1     |

Ce tableau n'inclut pas les sports de démonstration.

### Sportifs les plus médaillés
| Rang | Athlète              | Pays       | Sport                 | Or | Argent | Bronze | Total |
| ---- | -------------------- | ---------- | --------------------- | -- | ------ | ------ | ----- |
| 1    | Johan Grøttumsbråten | Norvège    | Ski de fond           | 2  | 0      | 0      | 2     |
| 1    | Clas Thunberg        | Finlande   | Patinage de vitesse   | 2  | 0      | 0      | 2     |
| 3    | Bernt Evensen        | Norvège    | Patinage de vitesse   | 1  | 1      | 1      | 3     |
| 4    | Jennison Heaton      | États-Unis | Bobsleigh et Skeleton | 1  | 1      | 0      | 2     |
| 5    | Ivar Ballangrud      | Norvège    | Patinage de vitesse   | 1  | 0      | 1      | 2     |

## Sites

### Sites sportifs

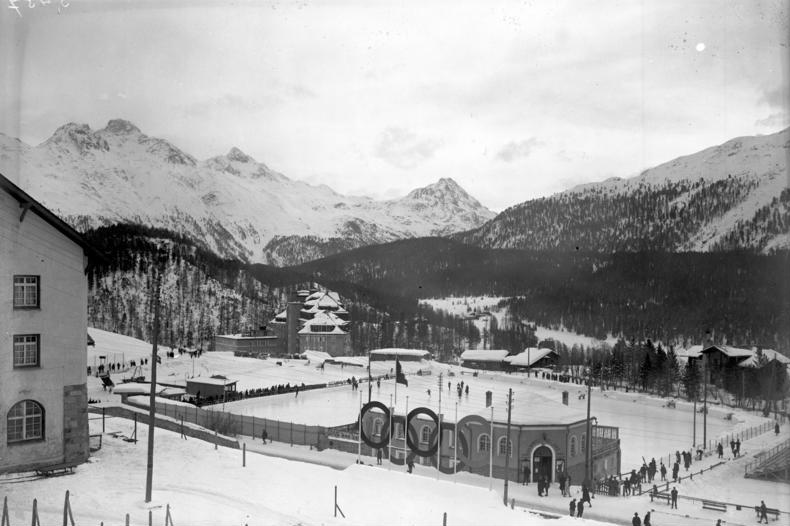
Patinoire près de l'hôtel de Kulm.

Le centre principal des Jeux se trouve au stade olympique St. Moritz Olympic Ice Rink. Les cérémonies d'ouverture et de clôture s'y déroulent, ainsi que le patinage de vitesse et artistique et le hockey sur glace. Le stade peut accueillir 4 700 spectateurs. Des nouvelles tribunes ont été construites spécialement pour les Jeux. Une partie des compétitions de patinage artistiques est déplacée à la patinoire de l'hôtel Kulm à cause du mauvais temps.
La piste naturelle Cresta Run accueille les compétitions de skeleton. Elle est composée de glace naturelle et de quinze courbes. La longueur de la piste est de 1 231 mètres et il y a une différence d'altitude de 157 mètres entre le départ et l'arrivée.
Les compétitions de bobsleigh se déroulent dans le Stade Olympia Bobrun. La piste est longue de 1 576 mètres, haute de 130 mètres et a 16 courbes. 3 000 spectateurs peuvent assister aux courses.

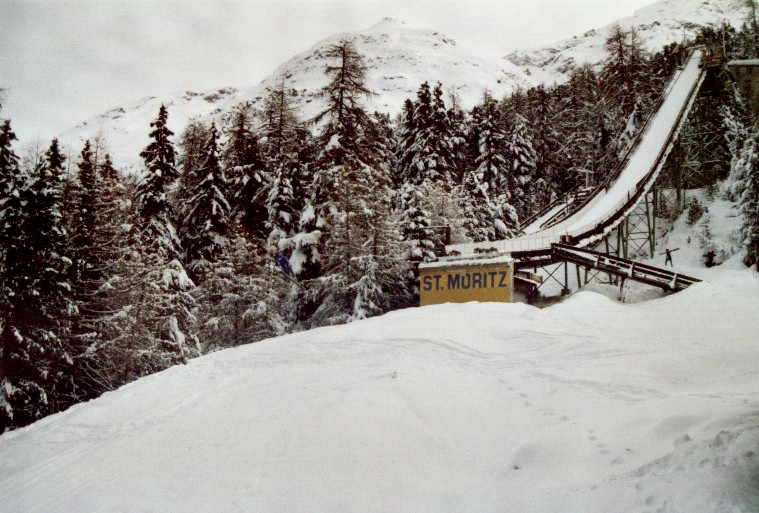
L'Olympiaschanze.

Pour les compétitions de saut à ski, un tremplin a été construit avant les Jeux au-dessus de Saint-Moritz-Bad et inauguré en 1927. L'Olympiaschanze a alors un point K de 66 mètres et une capacité de 8 000 spectateurs.
Les installations sportives sont toutes réutilisées lors des Jeux olympiques d'hiver de 1948.

### Sites d'hébergement
Aucun village olympique n'est construit. Tous les participants sont logés dans des hôtels existants. Ce n'est pas une chose facile : plus de mille concurrents, officiels et journalistes affluent à Saint-Moritz à l'occasion des Jeux.
La commune de Saint-Moritz s'est engagée à héberger les athlètes et les officiels pour un prix variant entre 10 et 18 francs par nuit d'après la catégorie choisie. Chr. Jilly, président de la commission administrative et des logements et M. Nater, président de la commune, ont la tâche difficile de répartir les délégations dans les différents hôtels de la station.

## Médailles et diplômes
Les médailles olympiques, d'un diamètre de 5 centimètres, sont conçues par Arnold Hünerwadel et produites par l'entreprise Huguenin Frères au Locle. Sur le devant, on peut voir un patineur avec les bras tendus, entouré de flocons de neige. Sur l'autre côté, il y a les anneaux olympiques avec l'inscription « II•JEUX OLYMPIQUES D•HIVER ST•MORITZ 1928 ». De chaque côté du texte, il y a aussi un rameau d'olivier.
Les prix sont remis à la cérémonie de clôture par Henri de Baillet-Latour, président du CIO, Godefroy de Blonay, vice-président du CIO et William Hirschy, président du COS. En plus des médailles attribuées aux trois meilleurs athlètes de chaque épreuve, les huit meilleurs reçoivent un diplôme et tous les participants ont des médailles souvenir.

## Retombées
C'est en partie grâce à ces Jeux que Saint-Moritz accueille à nouveau les Jeux olympiques d'hiver après la Seconde Guerre mondiale en 1948, puisque les sites de 1928 peuvent être réutilisés, ce qui rend l'organisation des Jeux plus simple et moins coûteuse.
Saint-Moritz est aujourd'hui une des stations de sports d'hiver et de villégiature les plus connues des Alpes. L'organisation de nombreux évènements de sports d'hiver a joué un grand rôle dans la réputation de la station. Après les Jeux de 1948, elle connaît une augmentation du tourisme, ce qui entraîne un boom de la construction dans les années 1950. Dans une bonne année, la commune, qui compte 5 400 habitants, accueille 1,1 million de nuitées. 70 % des visiteurs viennent de l'étranger. Plus de la moitié des 5 300 lits d'hôtels se situent dans des établissements de catégorie quatre ou cinq étoiles. Dès 1930, le soleil, qui brille en moyenne 322 jours par an, devient le symbole de la station. En 1986, le nom « Saint-Moritz » devient le premier nom d'une localité à être protégé par la loi dans le monde. Il est complété par le slogan « Top of the World ». Une partie des sites olympiques, dont les deux pistes de glace naturelles, sont encore utilisés. La Cresta Run, qui est réservée aux pilotes masculins, a été construite en 1884 et est reconstruite chaque année depuis cette date. Elle est exploitée par le club privé britannique St. Moritz Tobogganing Club. L'Olympia Bobrun est actuellement la seule piste de bobsleigh naturelle au monde et est toujours utilisée pour les compétitions internationales. Le parcours a peu changé depuis la construction de la piste en 1904. Seule la partie inférieure a été adaptée pour permettre des vitesses plus élevées. La Fédération internationale de bobsleigh et de tobogganing (FIBT) y a organisé les Championnats du monde de bobsleigh et de skeleton à de nombreuses reprises. Le tremplin de saut à ski Olympiaschanze a été plusieurs fois agrandi au fil des ans et a atteint un point K de 95 mètres. Son état s'est détérioré depuis, et il est fermé en 2006. Un nouveau tremplin est en construction.
Saint-Moritz a aussi accueilli de nombreuses courses de la Coupe du monde de ski alpin ainsi que les Championnats du monde en 1934, 1974 et 2003. Les autres évènements importants qui s'y déroulent sont les courses de chevaux White Turf sur le lac de Saint-Moritz gelé, organisées depuis 1907, et le marathon de l'Engadine. Il y a aussi depuis 1967 un centre de formation de haute altitude pour les athlètes.